# アストラル旅行
アストラル旅行（アストラルりょこう、英: Astral traveling）は、アストラル界と呼ばれるリアリティの境位に意識を移行させ、自分がその世界にいるかのように体験するという西洋オカルティズムの技法である。黄金の夜明け団の用語では「霊的ヴィジョンの旅」（英: Traveling in the Spirit-Vision）または「アストラル投射」（英: Astral projection）ともいう。
アストラル旅行を信じる人は、これは"アストラル投射"と共に危険な方法であり、多くの情緒不安定をもたらす原因でもあると考えている。詳細に関しては、"アストラル体"のアストラル界、グラマーの項を参照の事。
アストラル旅行はスクライング（英: skrying）または霊視（clairvoyance）と呼ばれる幻視の技法の発展形であるとされ、意識的に見る首尾一貫した白昼夢ともいわれる。スクライングの場合は平面的なヴィジョンを観客のように眺めるのに対し、アストラル投射は、ヴィジョンが立体的になって自分がその場に入り込んでいるかのように感じられるものとされる。一般に「アストラル投射」という言葉はアストラル体の存在を前提として解釈された体外離脱体験のことを指すが、黄金の夜明け団でアストラル投射と呼ばれた業は、必ずしもアストラル体やエーテル体ダブルを体外に離脱させるプロセスを要件とするものではない。また、アストラル界と呼ばれる何らかの異界もしくは意識の内的世界を探訪するのがアストラル投射で、物質界もしくは外界を動き回るのはエーテル体投射であるとも説明される。

## アストラル界という概念
アストラル（英: astral）という言葉は「星」を意味するギリシア語: ἀστήρ、ラテン語: aster、「星辰」を意味するラテン語: astrum に由来しており、アストラル界（英: Astral plane）とは星辰の領域という意味である。
詳細に関しては、"アストラル体"を参照の事。

## タットワヴィジョン
黄金の夜明け団ではアストラル的幻視を得る比較的簡便な技法が実践されていた。これはインドの五元素に由来するシンボルを用いた方法で、これによって得られたヴィジョンをタットワヴィジョン（Tattwa vision）という。タットワのシンボルは、地を象徴する黄色の正方形（プリティヴィまたはプリトヴィ）、水を象徴する銀色の三日月形（アパス）、火を象徴する赤色の正三角形（テジャス）、風（大気）を象徴する青色の円（ヴァーユ）、霊を象徴する藍色の卵形（アーカーシャ）の5つである。実践者はこれらの図形を描いたカードを作成し、これをアストラル界への扉として利用する。具体的な方法は、カードを一つ選び、想像力を用いてシンボルのイメージを門の大きさに拡大し、想像裡にその向こう側に身を投じるとアストラル的幻視が展開されるというものである。同団の熟達した魔術師はさらにタロットの大アルカナやグリモワールにみられる諸霊のシジル、エノク魔術のタブレットやピラミッドといった複雑な象徴もアストラルの門として利用し、幻視実験を行った。一時期アレイスター・クロウリーと親交があったアメリカの作家 W・B・シーブルックは易経の六十四卦を用いて同様の実験を行っている。
黄金の夜明け団の理論では、個を包み込むアストラル的オーラを「感覚圏」（英: Sphere of sensation）と呼び、これを万象を映し出す鏡と捉える。黄金の夜明け団のエジンバラ支部長であったスコットランドの弁護士・小説家ブロディー・イネスは、感覚圏に映し出された万象を知覚できれば過去現在未来のすべてを知ることになると仮定し、タットワによる霊的ヴィジョンの旅は感覚圏上の映像を脳が知覚する能力によるものではないかと考察した。そして、ヴィジョンの体験が個人の感覚圏の埒内の出来事であるとしても、万物を訪れることは可能であるとした。

## 光体の育成
アレイスター・クロウリーは、意識の地平を拡張しアストラル界を探索するために、「光体」（英: Body of Light）という第二の身体を育成することを教えた。『Oの書』（Liber O）に述べられているその訓練方法は、自分の姿の思念像を形成し、そのイメージの身体に意識を乗り移らせ、想像上の身体の眼と耳で見聞きしながら動きまわるというものである。クロウリー版の「生まれざる者」の儀式である『サメクの書』（Liber Samekh）の儀式の全過程は光体を用いたアストラル投射によって行われるものと解釈されている。

## パスワーキング
パスワーキング（Pathworking）は誘導瞑想とも呼ばれ、創造的想像力による瞑想の一種である。日本語では「道行き」ともいう。ディオン・フォーチュンの「内光協会」（I∴L∴）やW・E・バトラーの「光の侍従」（SOL）といった20世紀の魔術団体が発展させた技法である。基本的には、読み上げられるシナリオの導きに従ってヴィジョンの世界を構築していく作業であり、テキストと語り手を必要とする。一人で行う場合はテープに吹き込んだ声で代用する。この技法を用いて生命の樹の小径を体験したり、神殿を構築したりといったことが行われる。また、前述のタットワヴィジョンのような方法をパスワーキングということもある。